# Головкина, Ирина Владимировна
Ири́на Влади́мировна Голо́вкина (Тро́ицкая, Ри́мская-Ко́рсакова; 22 мая [4 июня] 1904 или 6 июня 1904, Лужский уезд, Санкт-Петербургская губерния — 16 декабря 1989, Ленинград) — русская писательница, известная по роману «Побеждённые» (авторское название — «Лебединая песнь»).

## Биография

### Детство. Семья
Ирина Владимировна Троицкая — старший ребёнок в семье дочери композитора Н. А. Римского-Корсакова, Софии Николаевны (1875—1943), и её супруга Владимира Петровича Троицкого. Родилась 22 мая (4 июня) 1904 года в деревне Вечаша (ныне в Плюсском районе Псковской области), в семейном имении. В день её появления на свет композитор тоже был в усадьбе, он писал оперу «Сказание о невидимом граде Китеже и деве Февронии».
В 1907 году Николай Андреевич Римский-Корсаков купил недалеко от Вечаши ещё одно имение — Любенск. С того времени семья композитора стала проводить лето здесь.
Зимой семья жила в Петербурге по адресу: Загородный проспект, д. 28. Родители Иры Троицкой снимали квартиру в одном доме с дедушкой Николаем Андреевичем. Мать Ирины, София Николаевна, была очень привязана к своему отцу, помогала ему в работе. Дедом Ирины по отцу был генерал Петр Архипович Троицкий — участник нескольких военных кампаний, в том числе русско-турецкой войны 1877—1878 годов, в ходе которой он, будучи еще в чине полковника, осаждал город Плевну.

### Образование. После революции
В Петрограде И. В. Троицкая посещала гимназию М. Н. Стоюниной, которая после 1917 года стала единой трудовой школой; Ирина окончила её в 1922 году. Из-за своего происхождения девушка не могла поступить в ВУЗ и долгое время обучалась в музыкальной школе для взрослых. В 1927 году, устроившись на работу при советской власти, она получила право поступить на рабфак в Литературный институт, после года учёбы там поступила в Институт иностранных языков, где проучилась ещё 2 года. Её обучение в этом институте было прервано из-за «чисток» по политическим мотивам.

### Замужество
В 1934 году вышла замуж за Капитона Васильевича Головкина, бывшего царского офицера, участвовавшего в Первой мировой войне. Он происходил из купеческой семьи, из ярославского города Рыбинска. Учился в Петербургском политехническом институте (с 1912 по 1914 год), затем поступил на ускоренные курсы, выпускающие офицеров, и в 1915 году попал на фронт.
В 1936 году в браке с К. В. Головкиным родился сын Кирилл (1936—1969). Двое внуков — Ксения (1959) и Николай (1968).
В начале 1941 года окончила курсы рентгенотехников, поступила работать в глазную поликлинику при Институте черепных ранений. Во время войны поликлиника стала госпиталем, Ирина Владимировна работала там на протяжении всей блокады Ленинграда. Была уволена в 1951 году.

### Потери. «Лебединая песнь»
Муж Ирины Владимировны погиб на фронте под Москвой 16 июня 1942 года.
В мае 1942 года в ссылке в Тюмени умерла младшая сестра Ирины — Людмила, в июле 1943 года от голода в блокадном Ленинграде скончалась их мать, София Николаевна. Её тоже должны были выслать — в Красноярский край, но И. В. Головкина настояла, что дочь великого композитора, много сделавшего для своего народа, не имеют права сослать как «чуждый элемент». Сама Ирина Владимировна пережила блокаду Ленинграда.
Под впечатлением от пережитых трагических событий, а также юности в годы революции, Гражданской войны и репрессий И. В. Головкина в конце 1950-х годов начала работать над романом, который назвала «Лебединая песнь». Литературные опыты у неё были ещё во время учёбы в гимназии (например, повесть «Крестьяночки», написанная в 1919 году, стихи). Но роман «Лебединая песнь» стал главным трудом её жизни.
Роман отражает жизнь Петербурга, постепенно лишающегося своих зданий, памятников и людей. Олег Дашков, главный герой романа, лишь с трудом узнаёт город, в котором он когда-то жил. В романе показано противопоставление старого Петербурга, где когда-то жили храбрые офицеры, прекрасные дамы, и нового, советского, который «весь окутан траурной вуалью». Однако прежний город не исчез: он постоянно возвращается в воспоминаниях и мечтах героев романа.
В советское время книга была напечатана на машинке под копирку и ходила только в кругу близких знакомых автора. В 1973 году Ирине Владимировне удалось добиться, чтобы один экземпляр был положен на хранение в сейф Государственной Публичной библиотеки — с условием, что его откроют через 30 лет.
Ирина Владимировна скончалась 16 декабря 1989 года. А в 1992 году роман (в журнальном, сокращённом варианте) был напечатан в девяти номерах журнала «Наш современник», затем вышел отдельной книгой, стотысячным тиражом, в 1993 году. Авторское название было изменено на «Побеждённые», под этим заглавием роман и стал известен широкой публике.
Полная версия книги с авторским оригинальным названием издана в 2008 году.